# Gustaf Adolf Wanner
Gustaf Adolf Wanner o Gustav Adolf Wanner (Beggingen, 31 de enero de 1911-14 de septiembre de 1984) fue un historiador y periodista suizo.

## Biografía

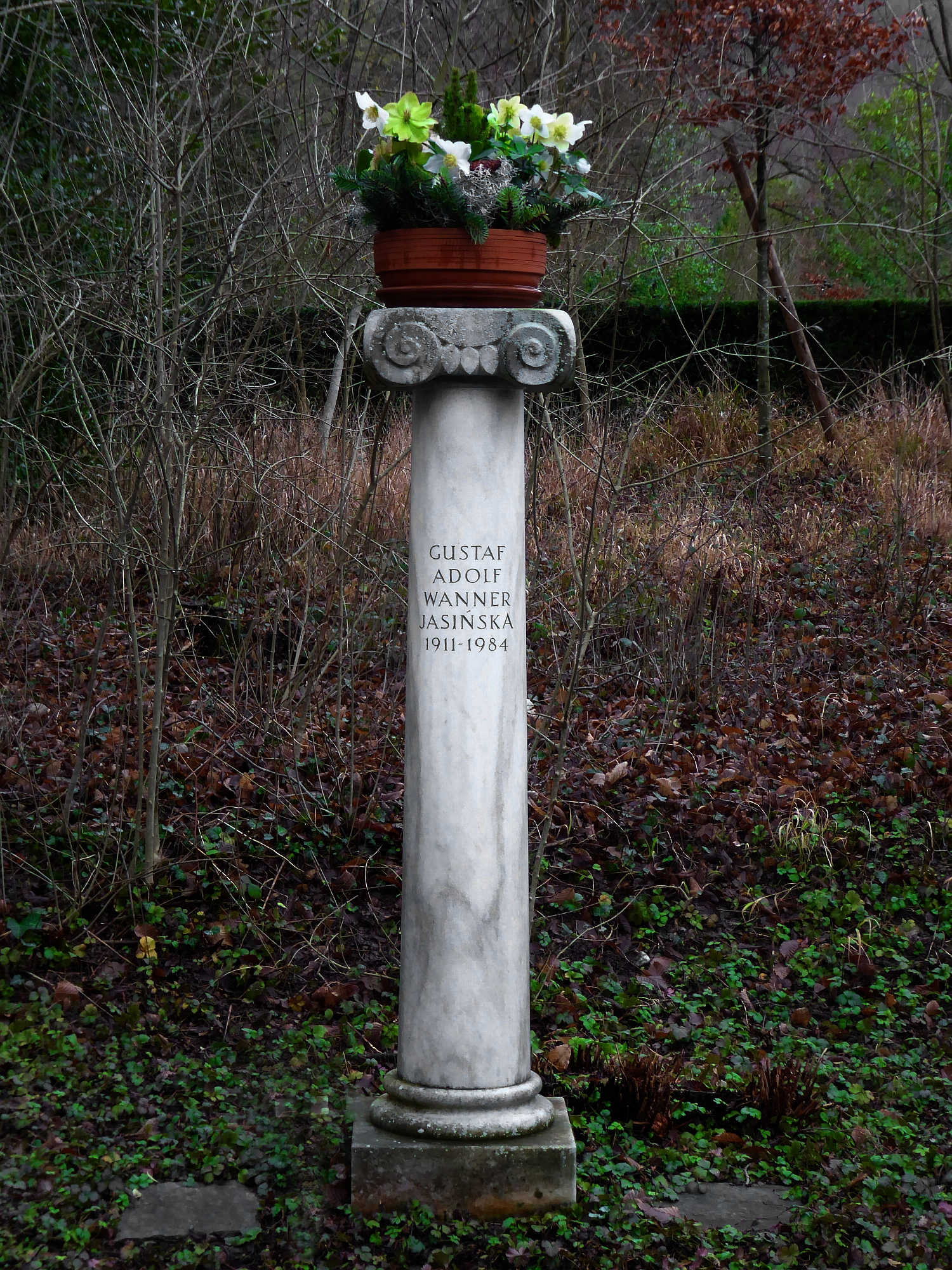
Tumba de GAW en el cementerio Friedhof am Hörnli, Riehen, Basilea-Ciudad

Wanner recibió su doctorado en filosofía y luego trabajó como editor municipal en el periódico Basler Nachrichten desde 1935 a 1945 y luego desde 1962 a 1976.
Desde el año 1976 hasta llegada su muerte, escribió para el periódico Basler Zeitung, surgido de la fusión del Basler Nachrichten con el National-Zeitung.
También publicó varios libros sobre la historia de Basilea, incluida una biografía de Christoph Merian. 
Wanner, también conocido bajo el pseudónimo de GAW, era considerado un “gran conocedor” y el “cronista más popular”  de la ciudad de Basilea.
Se prestó especial atención a sus historias sobre casas del casco viejo y monumentos, los que eran publicados en la prensa diaria y de los cuales también se publicaron extractos en formato de libros.
Entre 1949 y 1958, Wanner fue cónsul de Dinamarca y Suecia en Basilea. También representó a Finlandia como cónsul desde 1965 hasta su muerte.
En 1977, la Fundación Johann Wolfgang von Goethe de Basilea le otorgó el Premio de Cultura del Alto Rin (Oberrheinischer Kulturpreis).

## Obras (Selección)
- Historia del pueblo de Beggingen. Una contribución a la historia del cambio en las relaciones de propiedad rural, Basilea 1939 (Disertación) →(al) Geschichte des Dorfes Beggingen. Ein Beitrag zur Geschichte des Wandels ländlicher Besitzverhältnisse
- Christoph Merian.1800–1858, Basilea 1958
- Basler Handels-Gesellschaft AG. 1859-1959, Basilea 1959
- Ciento cincuenta años de danzas 1815-1965, Basilea 1965. (con Nicolas Passavant) →(al) Hundertfünfzig Jahre Danzas 1815–1965
- Alrededor de los monumentos de Basilea, Basilea 1975 →(al) Rund um Basels Denkmäler
- Fuerza del gremio y orgullo del gremio. 750 años de los gremios y sociedades de Basilea, Basilea 1976 →(al)Zunftkraft und Zunftstolz. 750 Jahre Basler Zünfte und Gesellschaften
- Invitados famosos en Basilea, Basilea 1981 →(al) Berühmte Gäste in Basel
- Los Holzach. Historia de una antigua familia suiza, Basilea, Frankfurt a.M. 1982. →(al) Die Holzach. Geschichte einer alten Schweizer Familie
- Casas - Personas - Destinos, 3 volúmenes, Basilea 1985–1988 →(al) Häuser – Menschen – Schicksale, 3 Bände

## Literatura
- Helen Liebendörfer. Spaziergang zu berühmten Gästen in Basel: Mit Gustaf Adolf Wanner durch die Stadt.(Paseo para visitar a personas ilustres en Basilea: por la ciudad con Gustaf Adolf Wanner). Basilea: Reinhardt. ISBN 978-3-7245-1704-7